# Ajivaa (Tjina)
Ajivaa (en georgiano: ახივაა; en abjasio: Ахыуаа) es una aldea que pertenece a la parcialmente reconocida República de Abjasia, dentro del distrito de Ochamchire, aunque de iure es parte del municipio de Ochmachire de la República Autónoma de Abjasia de Georgia.

## Geografía
Ajivaa está en el margen derecho del río Otapi en la ladera sur de los montes de Kodori, a 19 km de Ochamchire. La aldea se administra desde el pueblo de Tjina.  